# Granskär (öster om Pellinge, Borgå)
Granskär är en ö i Finland. Den ligger i Finska viken och i kommunen Borgå i den ekonomiska regionen  Borgå i landskapet Nyland, i den södra delen av landet. Ön ligger omkring 62 kilometer öster om Helsingfors.
Öns area är 4,3 hektar och dess största längd är 250 meter i nord-sydlig riktning.